# Yokobue

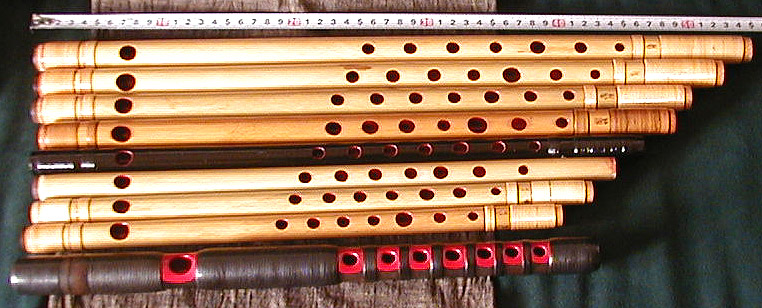
Varios tipos de yokobue

Yokobue (横笛) es un término genérico para las flautas traverseras de Japón o fue incluidos komabue, nōkan, ryūteki, shinobue.
Estas flautas tienen una cámara cerrada adicional (para mejorar el timbre y la calidad tonal) que se extiende pasando por la barbilla hacia el hombro izquierdo y se puede utilizar como un descanso de la misma manera que un violín posándose en el hombro izquierdo.

## En la cultura popular
- David Carradine lleva un yokobue en las películas Kill Bill de Quentin Tarantino, y en Circle of Iron de Bruce Lee.

- Datos: Q3572459
- Multimedia: Yokobue / Q3572459